# Fernando Novas
Fernando Emilio Novas ist ein argentinischer Wirbeltier-Paläontologe, der sich mit Dinosauriern beschäftigt.
Novas wurde an der Universidad de La Plata promoviert und ist ein Schüler von José Bonaparte. Er arbeitet am Museo Argentino de Ciencias Naturales Bernardino Rivadavia. Er ist Fellow der National Geographic Society und forscht gefördert durch die argentinische Forschungsförderungsinstitution CONICET.
Er grub nach Dinosauriern in Patagonien (und außerdem in Indien, Bolivien, Brasilien, den USA) und entdeckte zahlreiche Arten. Er ist einer der Erstbeschreiber des 70 Millionen Jahre alten Titanosauriers Puertasaurus reuili (mit Leonardo Salgado, Jorge Calvo, Federico Agnolin 2005), Neuquenraptor (mit Diego Pol 2005), Patagonykus (1996), der vogelähnlichen Unenlagia (mit Pablo F. Puerta, 1997), Austroraptor (mit D. Pol, J. I. Canale, J. D. Porfiri, Jorge Calvo 2008), Megaraptor (1996), Aniksosaurus (mit Rubén Dario Martinez 2006), Skorpiovenator (mit Canale, C. A. Scanferla, Agnolin, 2009), Tyrannotitan (mit S. de Valais, Thomas H. Rich, Patricia Vickers-Rich 2005), Talenkauen (mit Andrea Cambiaso, Alfredo Ambrioso 2004), Rahiolisaurus, Orkoraptor (mit Martin D. Ezcurra, A. Lecuona 2008), Abelisaurus (mit José Bonaparte 1985), Frenguellisaurus (1986) und Aragosaurus (mit Sanz u. a. 1987). Mit Paul Sereno untersuchte er ein 1988 neu gefundenes vollständiges Skelett von Herrerasaurus.
Ihm zu Ehren wurde Ekrixinatosaurus novasi benannt.

## Schriften
- Buenos Aires, un millón de años atrás, Buenos Aires: Siglo Veintiuno Editores. Ciencia que ladra. 2006
- The Age of Dinosaurs in South America, Indiana University Press, 2009
- mit Federico L. Angolin Avian ancestors : a review of the phylogenetic relationships of the theropods Unenlagiidae, Microraptoria, Anchiornis and Scansoriopterygidae, Springer Verlag 2013
- Dinosaur Monophyly, J. of Vertebrate Paleontology, 16, 1996, 723–741, doi:10.1080/02724634.1996.10011361